# (352) Gisela
(352) Gisela es un asteroide perteneciente al cinturón de asteroides descubierto el 12 de enero de 1893 por Maximilian Franz Wolf desde el observatorio de Heidelberg-Königstuhl, Alemania.
Está nombrado en honor de Gisela Wolf, esposa del descubridor.

## Características orbitales
Gisela forma parte de la familia asteroidal de Flora.